# زي كارلوس (لاعب كرة قدم مواليد 1955)
زي كارلوس (بالبرتغالية: José Carlos Pessanha) هو لاعب كرة قدم برازيلي في مركز حراسة المرمى، ولد في 29 أبريل 1955 في كامبوس دوس غويتاكازس في البرازيل. لعب مع بوتافوغو ريغاتاس.

## وصلات خارجية
- زي كارلوس (لاعب كرة قدم مواليد 1955) على موقع قاعدة بيانات كرة القدم.إي يو (الإنجليزية)
- زي كارلوس (لاعب كرة قدم مواليد 1955) على موقع أوليمبيديا (الإنجليزية)